# Limosina czizeki
Limosina czizeki är en tvåvingeart som beskrevs av Oswald Duda 1918. Limosina czizeki ingår i släktet Limosina och familjen hoppflugor. Inga underarter finns listade i Catalogue of Life.